# Целувка (десерт)
Вижте пояснителната страница за други значения на Целувка.
Целувка, още меренг (meringue), е вид десерт или бонбон, традиционно приготвен от разбити яйчени белтъци и захар, с добавена понякога кисела съставка като лимон, оцет или крем от калиев битартрат (KC4H5O6). Към яйцата може да се добави и свързващо вещество като сол, брашно или желатин. Ключът към образуването на добра целувка е образуването на твърди върхове чрез денатуриране на протеиновия овалбумин (протеин в яйчните белтъци) чрез механично срязване. Целувката често се овкусява с ванилия, малко количество ябълков сок или портокалов сок, въпреки че ако се използват екстракти от тях и се основават на маслена инфузия, излишъкът от мазнини от маслото може да попречи на яйчните белтъци да образуват пяна.
Целувките са леки, ефирни и сладки сладкиши. Домашните десерти често са дъвчащи и меки с хрупкава екстериорност, докато търговските са хрупкави. Еднообразна хрупкава текстура може да се постигне в домашни условия чрез печене при ниска температура (80 – 90 °C) за продължителен период до два часа.

## История
Твърди се, че целувките са изобретени в швейцарското село Майринген (Meiringen), с което име е известно в чужбина. Рецептата е подобрена от италиански готвач Гаспарини в края на 17-и и началото на 18 век. Това твърдение обаче се оспорва; Оксфордският английски речник гласи, че френската дума е с неизвестен произход. Със сигурност името на това сладкарско изделие за пръв път се появява отпечатано в готварската книга на Франсоа Масиалот от 1692 г. Думата „meringue“ за пръв път се появява на английски през 1706 г. в английски превод на книгата на Масиалот. Две значително по-ранни книги за рецепти на английски ръкописи от 17 век дават инструкции за сладкиши, разпознаваеми като целувки, макар и наречени „бял бисквитен хляб“ в книгата с рецепти, започната през 1604 г. от лейди Елинор Пул Фетиплас (c.1570 – c.1647) от Глостършир и наричани „домашни любимци“ в ръкописа на събраните рецепти, написани от лейди Рейчъл Файн (1612 / 13 – 1680) от Кнол, Кент. Бавно изпечените целувки все още се наричат „домашни любимци“ (pets) в Долина на Лоара, Франция, поради тяхната лека и пухкава текстура.
Целувките традиционно се оформят между две големи лъжици, тъй като днес те обичайно присъстват в домашни условия. Целувките, направени през шприц торбичка, са въведени от Antonin Carêm.

## Класическа рецепта
Съставки:
- белтък – 1 бр.
- захар – 6 с.л на кристали (80 гр)
- ванилия – 1 бр.
- оцет – 1 ч.л.

Захарта се сипва постепенно към белтъка и се разбива на сняг. Прибавят се ванилията и оцета. Сместа се разбива, докато стане много гъста и не пада от бъркалката. Шприцова се върху обикновена хартия или хартия за печене. Пече се на 90 – 100 °C.

## Хранително съдържание
Основните хранителни компоненти са протеините от яйчните белтъци и прости въглехидрати от рафинираната захар. Поради захарта не се счита за нискокалорична храна.